# Malaju
Malaju is een bestuurslaag in het regentschap Dompu van de provincie West-Nusa Tenggara, Indonesië. Malaju telt 3132 inwoners (volkstelling 2010).